# Pseudosmodingium perniciosum
Pseudosmodingium perniciosum là một loài thực vật có hoa trong họ Đào lộn hột. Loài này được (Kunth) Engl. miêu tả khoa học đầu tiên năm 1881.